# Ibuprofen
Ibuprofén (izpeljano iz kemijskega imena izobutilfenilpropionska kislina) je nesteroidna protivnetna učinkovina s protivnetnim, protivročinskim in protibolečinskim učinkom. Kemijsko je derivat propionske kisline. Ibuprofen velja za protivnetno učinkovino z blagim učinkom.
V primerjavi z drugimi nesteroidnimi protivnetnimi zdravili povzroča manj neželenih učinkov, kot je krvavitev iz prebavil. Pri majhnih odmerkih podatki kažejo, da ne vpliva na tveganja za srčno kap, večji odmerki pa lahko tveganje povečajo. Povzroči lahko poslabšanje astme.
Kot drugi nesteroidni antirevmatiki tudi ibuprofen zavira sintezo prostaglandinov, ki se tvorijo v telesu iz arahidonske kisline in delujejo kot posredniki vnetja, bolečine in vročine. Njihovo sintezo zavrejo tako, da delujejo na encim ciklooksigenaza, ki je prisoten v različnih telesnih tkivih.
Patentirali so ga leta 1961 pod zaščitenim imenom Brufen. Danes je na tržišču tudi v obliki številnih večizvornih zdravil pod različnimi imeni, kot so Advil, Motrin,  Nurofen, v Sloveniji pa na primer pod imeni Bonifen, Diverin, Bonifen ...
Odkritje učinkovine je bilo rezultat raziskav v 50-ih in 60-ih letih dvajsetega stoletja, s katerimi so iskali varnejše nadomestilo za aspirin. Leta 1966 so ga utržili v Veliki Britaniji kot zdravilo na recept, v ZDA pa je prišel na tržišče leta 1974. V letih 1983 in 1984 je postal v omenjenih državah prvi nesteroidni antirevmatik po aspirinu dosegljiv tudi kot recepta prosto zdravilo. Uvrščen je na seznam nujnih zdravil Svetovne zdravstvene organizacije, na katerem so zdravila, bistvena za zagotavljanje osnovne zdravstvene oskrbe.

## Uporaba
Ibuprofen se prvenstveno uporablja za lajšanje vročine (tudi po cepljenju), blage do zmerne bolečine (na primer bolečine po kirurških posegih, boleče menstruacije, osteoartritis, zobobol, glavobol, bolečine zaradi ledvičnih kamnov). Uporablja se tudi pri kot protivnetno zdravilo pri vnetnih boleznih, kot sta juvenilni idiopatični artritis in revmatoidni artritis. Uporablja se tudi pri perikarditisu  ter kot sredstvo za zaprtje Botallovega voda.

### Ibuprofen lizin
Na nekaterih tržiščih v Evropi in drugje po svetu je na tržišču ibufrofen v obliki soli z lizinom, z istimi indikacijami, kot jih ima sam ibuprofen. Sol z lizinom poveča vodotopnost učinkovine, kar olajša intravensko uporabo. V tej obliki se učinkovina uporablja za  zaprtje Botallovega voda pri nedonošenčkih, starih največ 32 tednov gestacijske starosti in težkih od 500 do 1500 g, če se Botallov vod kljub običajni zdravstveni oskrbi ne zapre.

## Neželeni učinki
Neželeni učinki, ki jih povzroča ibuprofen, so med drugim slabost, dispepsija, nastanek razjed v prebavilih in krvavitve iz prebavil, povečane vrednosti jetrnih encimov, driska, zaprtje, krvavitev iz nosu, glavobol, omotica, izpuščaj, zastajanje vode in elektrolitov in povišan krvni tlak. Redkeje se pojavljajo razjede v požiralniku, srčno popuščanje, hiperkaliemija, odpoved ledvic, zmedenost in bronhospazem. Ibuprofen lahko poslabša simptome astme, kar lahko povzroči tudi smrt.
V primerjavi različnih nesteroidnih antirevmatikov so ugotovili, da je pri ibuprofenu, poleg diklofenaka, nevarnost za perforacijo in krvavitev iz prebavil najmanjša. Razlaga za majhno škodljivost ibuprofena je v majhnem odmerku, ki ga večinoma uporabljajo v klinični praksi. Pri večjih protivnetnih odmerkih, 1600˙mg in več na dan, se ta prednost izniči.

### Neželeni učinki na srčno-žilni sistem
Podobno kot nekateri drugi nesteroidni antirevmatiki lahko ibuprofen poveča tveganja za pojav povišanega krvnega tlaka in srčne kapi, predvsem pri dolgotrajni uporabi visokih odmerkov. Pri starejših bolnikih s povišanim krvnim tlakom, ki se zdravijo s hidroklorotiazidom, ibuprofen v visokih odmerkih znatno poveča sistolični krvni tlak.

### Koža
Kot drugi nesteroidni antirevmatiki lahko tudi ibuprofen povzroči pojav buloznega pemfigoida ali pemfigoidu podobne kožne bolezni z mehurji. Kot pri drugih nesteroidnih antirevmatikih so pri uporabi ibuprofena poročali tudi o fotosenzitizaciji, vendar velja za šibko fotosenzitizirajoče sredstvo. Prav tako podobno kot pri drugih nesteroidnih antirevmatikih lahko v zelo redkih primerih pride do Stevens-Johnsonovega sindroma.

### Interakcije
Uživanje alkohola sočasno z uporabo ibuprofena lahko poveča tveganje za krvavitev iz želodca.
Sočasno jemanje acetilsalicilne kisline in ibuprofena povzroči zmanjšan antiagregacijski učinek acetilsalicilne kisline. Pojavlja se tako imenovana aspirinska toleranca, zato kardioprotektivnea terapija z aspirinom ni več učinkovita. Razlaga za ta pojav je tekmovanje za dostop do trombocitne ciklooksigenaze 1 (COX-1). Mehanizem antiagregacijskega delovanja acetilsalicilne kisline je namreč njena nepovratna vezava na COX-1, s čimer se prepreči tvorba tromboksana. Ob hkratni uporabi ibuprofena se le-ta tekmuje za vezavo na aktivna mesta na encimu, za razliko od acetilsalicilne kisline pa se na encim ne veže nepovratno. Ko se ibuprofen sprosti z vezavnega mesta, se del acetilsalicilne kisline že izloči iz telesa. Pri uporabi pripravkov z acetilsalicilno kislino s takojšnjim sproščanjem se lahko bolnik tej interakciji izogne, če zaužije obe zdravili z ustreznim časovnim zamikom. Priporoča se, da se ibuprofin zaužije pol ure po zaužitju acetilsalicilne kisline ali vsaj 8 ur pred njim. Priporočil o sočasni uporabi pripravkov acetilsalicilne kisline s podaljšanim sproščanjem ni. Pri le občasni uporabi ibuprofena hkrati z vsakodnevno uporabo acetilsalicilne kisline je tveganje za zmanjšanje kardioprotektivnega učinka acetilsalicilne kisline majhno.
Ob sočasnem jemanju z ibuprofenom se lahko učinek antihipertenzivov in diuretikov zmanjša, pri bolnikih z motnjo v delovanju ledvic (dehidrirani ali starejši bolniki) se njihovo stanje še poslabša, možna je tudi akutna ledvična odpoved, ki pa je navadno povratna.

### Preveliko odmerjanje
Do sorazmerno veliko primerov prevelikega odmerjanja z ibuprofenom prihaja že od njegovega utrženja kot zdravila brez recepta. Medicinsko slovstvo navaja številne izkušnje s preveliki odmerki ibuprofena, vendar pa so življenjsko ogrožajoči primeri redki. Uporaba prevelikega odmerka ibuprofena lahko mine povsem brezsimptomsko, lahko pa povzroči tudi smrt kljub intenzivni zdravstveni oskrbi. Večina simptomov je posledica prekomernega farmakološkega učinka ibuprofena, kamor sodijo bolečina v trebuhu, slabost, bruhanje, omotica, glavobol, šumenje v ušesu (tinitus) in nistagmus (nehoteni ritmični gibi zrkel). Redkeje so poročali o hujših simptomih, kot so krvavitev iz prebavil, krči, presnovna acidoza, hiperkaliemija, znižan krvni tlak (hipotenzija), bradikardija (upočasnjeno bitje srca), tahikardija (pospešeno bitje srca), atrijska fibrilacija, koma, motnje delovanja jeter, akutna ledvična odpoved, modrikavost (cianoza), hipoventilacija in srčni zastoj. Kako hudi so simptomi, je odvisno od odmerka in časa od izpostavljenosti prevelikemu odmerku, pomembno vlogo pa ima tudi posameznikova dovzetnost. Nasplošno velja, da so simptomi pri prevelikem odmerku ibuprofena podobni kot pri preodmerjanju drugih nesteroidnih antirevmatikov.
Povezava med stopnjo simptomov in izmerjeno koncentracijo ibuprofena v krvi je šibka. Toksični učinki se redko pojavijo pri odmerkih, nižjih od 100 mg/kg, hudi simptomi pa se običajno pojavijo pri odmerkih nad 400 mg/kg (okoli 150 200-miligramskih tablet pri povprečnem odraslem moškem). Tudi ni močne povezave med višino odmerka in verjetnostjo za smrtni izid. Natančna določitev smrtnega odmerka je težavna, saj je med drugim odvisen od starosti, telesne višine in sočasnih bolezni posameznika.
Zdravljenje prevelikega odmerjanja je predvsem simptomatsko. Pri bolnikih, ki so pred kratkim zaužili preveliki odmerek, je priporočena uporaba sredstva, ki dekontaminira želodčno vsebino, na primer aktivnega oglja, ki na svojo površino adsorbira preostali ibuprofen v prebavilu, preden se le-ta vsrka v sistemski krvni obtok. Izpiranje želodca se danes izvaja redko, lahko pa se uporabi, kadar je zaužiti odmerek ibuprofena potencialno življenjsko ogrožajoč. Izzivanje bruhanja je odsvetovano. Pri večini primerov pride le do blagih simptomov. Priporoča se spremljanje delovanja ledvic ter uvedba ukrepov za vzdrževanje izločanja normalne količine seča. Ibuprofen ima kisle lastnosti in se izloča s sečem, zato lahko teoretično forsirana diureza z naalkaljenjem seča pomaga pri njegovem pospešenem izločanju, vendar pa je v krvi v veliki meri vezan na plazemske beljakovine in je izločanje s sečem v nespremenjeni kemijski obliki majhno. Pri pojavu hipotenzije, krvavitev iz prebavil, acidoze in ledvične toksičnosti se lahko uporabijo ustrezni simptomatski ukrepi. V resnejših primerih je potrebno večdnevno spremljanje v enotah za intenzivno nego. Če bolnik okreva, običajno kasneje nima dolgotrajnejših posledic.

### Povzročanje splava
Kanadska raziskava, ki je zajela več tisoč nosečnic, je pokazala, da lahko uživanje kateregakoli nesteroidnega protivnetnega zdravila (vključno z ibuprofenom, diklofenakom in naproksenom) poveča tveganje za splav, in sicer za 2,4-krat. Podobna raziskava v Izraelu ni pokazala na povečano tveganje v skupini nosečnic, ki so bile v času nosečnosti izpostavljene nesteroidnim antirevmatikom.

## Mehanizem delovanja
Ibuprofen kot tudi drugi nesteroidni antirevmatiki zavira encim ciklooksigenazo (COX), ki pretvarja arahidonsko kislino v prostaglandin H2 (PGH2). PGH2 se nato z drugimi encimi najprej pretvarja do drugih prostaglandinov, ki delujejo kot posredniki vnetja, bolečine in vročine, ter do tromboksana A2, ki spodbuja agregacijo krvna krvnih ploščic in s tem nastanek krvnih strdkov.
Podobno kot acetilsalicilna kislina ali indometacin je ibuprofen neselektivni zaviralec ciklooksigenaze, kar pomeni, da zavira obe izoobliki ciklooksigenaze. Njegov protivnetni, protibolečinski in protivročinski učinek je posledica zaviranja ciklooksigenaze 2 (COX-2). Zaviranje ciklooksigenaze 1 (COX-1) pa povzroča določene neželene učinke, kot je povečano tveganje za pojav razjed v prebavilih. Ibuprofen se uporablja v obliki racemata, vendar se v organizmu R-enantiomera obsežno pretvarja v S-enantiomero. Slednja izkazuje večjo farmakološko aktivnost.

## Fizikalne in kemijske lastnosti
Ibuprofen je praktično netopen v vodi, se pa dobro topi v večini organskih topil, kot so etanol, metanol, aceton in diklorometan.

### Stereokemične lastnosti
|               |               |
|               |               |
|               |               |
| (R)-ibuprofen | (S)-ibuprofen |

Ibuprofen je optično aktivna spojina, ki se nahaja v S- in R-izomerah, pri čemer je desnosučna S-izomera biološko aktivnejša. Tako imenovani deksibuprofen so osamili in ga tudi samega poskusili uporabiti v medicinske namene. Sicer ga industrijsko proizvajajo v obliki racemata. Poleg ibuprofena vsebujejo v svoji kemijski strukturi na položaju α tudi drugi derivati 2-arilpropionske kisline (npr. ketoprofen, flurbiprofen, naproksen) kiralni center.
Ker desnosučna izomera ibuprofena (deksibuprofen) izkazuje večjo aktivnost tako in vitro kot  in vivo, je bilo pričakovano, da so poskušali selektivnost in jakost učinkovine izboljšati tako, da so uporabili učinkovino s samo biološko aktivnejšo enantiomero. Vendar so poskusi in vivo pokazali, da v organizmu obstaja izomeraza (alfa-metilacil-CoA racemaza), ki pretvarja levodučno izomero v desnosučno.